# Puente Azul
El Puente Azul (en ruso: Си́ний мост, Siniy most), es un puente de 97.3 m de anchura que cruza el río Moika en la ciudad de San Petersburgo, Rusia. El Puente Azul es el puente más ancho de San Petersburgo y a veces se afirma que es el puente más ancho del mundo, una afirmación, sin embargo, que no ha sido reconocida por obras de referencia internacionales como el Libro Guinness de los récords.
El Puente Azul cruza el río Moika y se encuentra frente al Palacio Mariinski en la Plaza de San Isaac, en pleno centro histórico de la ciudad. El primer puente de hierro fundido en esta ubicación fue diseñado en 1805 por el arquitecto William Heste, y construido en 1818. Era un puente de un solo vano apoyado sobre soportes de piedra, y tenía una anchura de 41 metros. Entre 1842 y 1844, este puente fue ensanchado en su lado norte a su anchura actual de 97.3 metros, la misma anchura que la adyacente Plaza de San Isaac. Poco después de que se ensanchara el puente, había rumores de que la nueva anchura del puente era de 99.9 metros en lugar de los 97.3 reales, rumor del que incluso se hicieron eco algunos libros y folletos oficiales. Actualmente, la mayor parte del Puente Azul sirve como aparcamiento.
El nombre del puente data de una tradición del siglo xix de llamar con colores los puentes que cruzaban el río Moika. Al igual que los otros puentes de colores, el Puente Azul recibió su nombre debido al color de sus lados que daban hacia el río. En la actualidad solo se conservan cuatro puentes de colores; los otros son el Puente Rojo, el Puente Verde y el Puente Amarillo. Tres de ellos mantienen sus nombres originales, mientras que el Puente Amarillo se ha renombrado Puente Pevchesky.
|  |